# Jugador francés del año

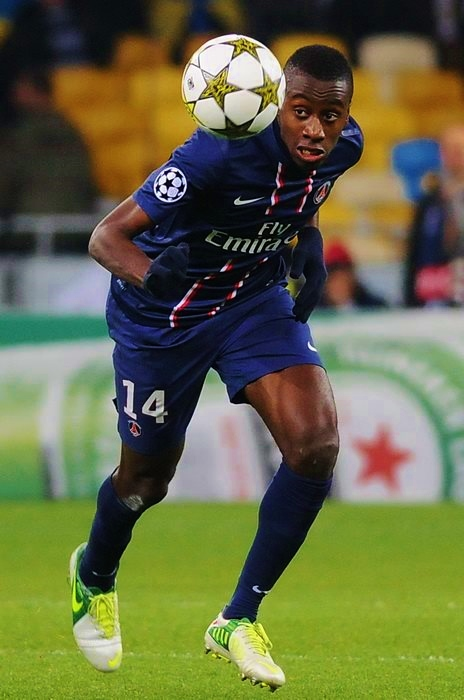
Blaise Matuidi, Jugador Francés de 2015

Los premios Jugador francés y Entrenador francés del año son dos galardones de fútbol que otorga anualmente la revista francesa France Football desde 1959 en Francia. 
Originalmente por los premios, solo los jugadores franceses que jugaban en Francia eran elegibles, pero desde 1996 la recompensa está abierta a los jugadores franceses que juegan en el extranjero. 
Desde 2001, los exganadores eligen al jugador del año.

## Jugador del año
| Année   | Joueurs                                              | Club                                                 |
| ------- | ---------------------------------------------------- | ---------------------------------------------------- |
| 1959    | Jules Sbroglia                                       | Angers SCO                                           |
| 1960    | Raymond Kopa                                         | Stade de Reims                                       |
| 1961    | Mahi Khennane                                        | Stade Rennais                                        |
| 1962    | André Lerond                                         | Stade Français                                       |
| 1963    | Yvon Douis                                           | AS Monaco                                            |
| 1964    | Marcel Artelesa                                      | AS Monaco                                            |
| 1965    | Philippe Gondet                                      | FC Nantes                                            |
| 1966    | Philippe Gondet (2)                                  | FC Nantes                                            |
| 1967    | Bernard Bosquier                                     | AS Saint-Étienne                                     |
| 1968    | Bernard Bosquier (2)                                 | AS Saint-Étienne                                     |
| 1969    | Hervé Revelli                                        | AS Saint-Étienne                                     |
| 1970    | Georges Carnus                                       | AS Saint-Étienne                                     |
| 1971    | Georges Carnus (2)                                   | AS Saint-ÉtienneOlympique de Marseille               |
| 1972    | Marius Trésor                                        | Ajaccio Olympique de Marseille                       |
| 1973    | Georges Bereta                                       | AS Saint-Étienne                                     |
| 1974    | Georges Bereta (2)                                   | AS Saint-Étienne                                     |
| 1975    | Jean-Marc Guillou                                    | Angers SCOOGC Nice                                   |
| 1976    | Michel Platini                                       | AS Nancy                                             |
| 1977    | Michel Platini (2)                                   | AS Nancy                                             |
| 1978    | Jean Petit                                           | AS Monaco                                            |
| 1979    | Maxime Bossis                                        | FC Nantes                                            |
| 1980    | Jean-François Larios                                 | AS Saint-Étienne                                     |
| 1981    | Maxime Bossis                                        | FC Nantes                                            |
| 1982    | Alain Giresse                                        | FC Girondins de Bordeaux                             |
| 1983    | Alain Giresse (2)                                    | FC Girondins de Bordeaux                             |
| 1984    | Jean Tigana                                          | Girondins de Bordeaux                                |
| 1985    | Luis Fernández                                       | Paris Saint-Germain                                  |
| 1986    | Manuel Amoros                                        | AS Monaco                                            |
| 1987    | Alain Giresse (3)                                    | Olympique de Marseille                               |
| 1988    | Stéphane Paille                                      | FC Sochaux                                           |
| 1989    | Jean-Pierre Papin                                    | Olympique de Marseille                               |
| 1990    | Laurent Blanc                                        | Montpellier                                          |
| 1991    | Jean-Pierre Papin (2)                                | Olympique de Marseille                               |
| 1992    | Alain Roche                                          | AJ Auxerre Paris Saint-Germain                       |
| 1993    | David Ginola                                         | Paris Saint-Germain                                  |
| 1994    | Bernard Lama                                         | Paris Saint-Germain                                  |
| 1995    | Vincent Guérin                                       | Paris Saint-Germain                                  |
| 1996    | Didier Deschamps                                     | Juventus                                             |
| 1997    | Lilian Thuram                                        | Parma                                                |
| 1998    | Zinedine Zidane                                      | Juventus                                             |
| 1999    | Sylvain Wiltord                                      | FC Girondins de Bordeaux                             |
| 2000    | Thierry Henry                                        | Arsenal                                              |
| 2001    | Patrick Vieira                                       | Arsenal                                              |
| 2002    | Zinedine Zidane (2)                                  | Real Madrid                                          |
| 2003    | Thierry Henry (2)                                    | Arsenal                                              |
| 2004    | Thierry Henry (3)                                    | Arsenal                                              |
| 2005    | Thierry Henry (4)                                    | Arsenal                                              |
| 2006    | Thierry Henry (5)                                    | Arsenal                                              |
| 2007    | Franck Ribéry                                        | Olympique de Marseille                               |
| 2008    | Franck Ribéry (2)                                    | Bayern Munich                                        |
| 2009    | Yoann Gourcuff                                       | Girondins de Bordeaux                                |
| 2010    | Samir Nasri                                          | Arsenal                                              |
| 2011    | Karim Benzema                                        | Real Madrid                                          |
| 2012    | Karim Benzema (2)                                    | Real Madrid                                          |
| 2013    | Franck Ribéry                                        | Bayern Munich                                        |
| 2014    | Karim Benzema (3)                                    | Real Madrid                                          |
| 2015    | Blaise Matuidi                                       | Paris Saint-Germain                                  |
| 2016    | Antoine Griezmann                                    | Atlético Madrid                                      |
| 2017    | N'Golo Kanté                                         | Chelsea                                              |
| 2018    | Kylian Mbappé                                        | Paris Saint-Germain                                  |
| 2019    | Kylian Mbappé (2)                                    | Paris Saint-Germain                                  |
| 2020    | Edition annulée en raison de la pandémie du Covid 19 | Edition annulée en raison de la pandémie du Covid 19 |
| 2021    | Karim Benzema (4)                                    | Real Madrid                                          |
| 2022-23 | Kylian Mbappé (3)                                    | Paris Saint-Germain                                  |

## Jugador del siglo
A finales del XX, la revista eligió al jugador francés del siglo.
| Rango | Jugador           | Votación |
| ----- | ----------------- | -------- |
| 1     | Michel Platini    | 143      |
| 2     | Zinedine Zidane   | 121      |
| 3     | Raymond Kopa      | 88       |
| 4     | Laurent Blanc     | 28       |
| 5     | Just Fontaine     | 22       |
| 6     | Marius Trésor     | 17       |
| 7     | Alain Giresse     | 15       |
| 8     | Jean-Pierre Papin | 12       |
| 9     | Didier Deschamps  | 9        |
| 10    | Eric Cantona      | 8        |

## Entrenador del año
Cada año, France Football elige al mejor entrenador francés del año. El jurado está formado por antiguos ganadores.
- 1970: Albert Batteux
- 1970: Mario Zatelli
- 1971: Kader Firoud
- 1971: Jean Prouff
- 1972: Jean Snella
- 1973: Roberto Herbin
- 1974: Pierre Cahuzac
- 1975: Jorge Huart
- 1976: Roberto Herbin (2)
- 1977: Pierre Cahuzac (2)
- 1978: Gilbert Gress
- 1979: Michel Le Milinaire
- 1980: René Hauss
- 1981: Aimé Jacquet
- 1982: Miguel Hidalgo
- 1983: Michel Le Milinaire (2)
- 1984: Aimé Jacquet (2)
- 1985: Jean-Claude Suaudeau
- 1986: Guy Roux
- 1987: Jean Fernández
- 1988: Guy Roux (2)
- 1989: Gérard Gili
- 1990: Henryk Kasperczak
- 1991: Daniel Jeandupeux
- 1992: Jean-Claude Suaudeau (2)
- 1993: Juan Fernández (2)
- 1994: Jean-Claude Suaudeau (3)
- 1995: Francisco Smerecki
- 1996: Guy Roux (3)
- 1997: Jean Tigana
- 1998: Aimé Jacquet
- 1999: Elie Baup
- 2000: Alex Du Pont
- 2001: Vahid Halilhodzic
- 2002: Jacques Santini
- 2003: Didier Deschamps
- 2004: Paul Le Guen
- 2005: Claudio Puel
- 2006: Pablo Correa
- 2007: Pablo Correa (2)
- 2008: Arsène Wenger
- 2009: Laurent Blanc
- 2010: Didier Deschamps (2)
- 2011: Rudi García
- 2012: René Girard
- 2013: Rudi García (2)
- 2014: Rudi García (3)
- 2015: Laurent Blanc (2)
- 2016: Zinedine Zidane
- 2017: Zinedine Zidane (2)
- 2018: Didier Deschamps (3)
- 2019: Christophe Galtier
- 2020: Edición cancelada por la pandemia del Covid 19
- 2021: Christophe Galtier (2)
- 2022-23: Franck Haise